# Domingo Faustino Sarmiento
Domingo Faustino Sarmiento (Argentína, San Juan, 1811. február 15. – Paraguay, Asunción, 1888. szeptember 11.) argentin politikus, pedagógus, író, újságíró, tanár, államférfi és katona volt. 1862 és 1864 között San Juan tartomány kormányzója, 1868 és 1874 között pedig az Argentin Köztársaság elnöke. Komolyan harcolt az oktatás ügyéért.

## Pedagógusnap
1947-ben az Amerikaközi Oktatási Konferencia (Conferencia Interamericana de Educación), amely Panamában ülésezett, megalapította az Összamerikai Pedagógusnapot (Día Panamericano del Maestro), megünneplésére szeptember 11-ét, Sarmiento halála napját találta legalkalmasabbnak. Mint leszögezték: „Egyetlen más nap sem alkalmasabb a pedagógusnap megünneplésére, mint szeptember 11-e, a nap, melyen Domingo Fausto Sarmiento átlépett a halhatatlanságba”